# Дархан
Дархан (на монголски: Дархан, в превод „ковач“) е град в Монголия, трети по големина в страната и център на аймак Дархан Ул. Към 2007 г. има население 74 300 жители.

## История
Първата копка на града е направена на 17 октомври 1961 г. и той е построен с голяма помощ от СССР. Както името му подсказва, Дархан е замислен като производствен център на северната част на Монголия. Градът остава основно индустриален регион и в него живее 82 % от населението на целия аймак. По-голямата част от тях са монголци, като 86 % от населението живее в панелни апартаменти, като останалата част живее в юрти на откритите площи край града. Дархан се намира близо до границата с Русия и сравнително голям процент от жителите му са руснаци.

## Култура
Харагинският манастир се намира в красива дървена къща в града и скоро възвръща активността си като будистки манастир.
Също така в Дархан се намира Музеят на Дархан Ул. Този музей, наречен още Традиционен музей на народното изкуство, съдържа експонати от археологически разкопки, традиционни носии, религия и писменост.

## Побратимени градове
- Димитровград, България[3]
- Ървинг, САЩ
- Капошвар, Унгария
- Улан Уде, Русия